# April 2011
Portal Geschichte | Portal Biografien | Aktuelle Ereignisse | Jahreskalender | Tagesartikel

◄ |
20. Jahrhundert |
21. Jahrhundert

◄ |
1980er |
1990er |
2000er |
2010er
| 2020er | 2030er | 2040er

◄ |
2007 |
2008 |
2009 |
2010 |
2011
| 2012 | 2013 | 2014 | 2015 | ►

◄ |
Januar 2011 |
Februar 2011 |
März 2011 |
April 2011 |
Mai 2011 |
Juni 2011 |
Juli 2011 |
►
Dieser Artikel behandelt tagesbezogene Nachrichten und Ereignisse im April 2011.

## Tagesgeschehen

### Freitag, 1. April 2011
- Kassel/Deutschland: Der Energiekonzern RWE reicht beim Verwaltungsgericht Klage gegen die aus dem Atom-Moratorium resultierende Abschaltung von Block A des Kernkraftwerks Biblis ein.[1]
- Masar-e Scharif/Afghanistan: Nach antiamerikanischen Demonstrationen kommt es zu Ausschreitungen, bei denen zwölf Menschen getötet werden; darunter sieben Mitarbeiter der Vereinten Nationen.[2]

### Samstag, 2. April 2011

Logo des Cricket-Weltpokals

- Mumbai/Indien: Im Finale des Cricket World Cups besiegt Indien Sri Lanka mit sechs Wickets.[3]

### Sonntag, 3. April 2011
- Andorra la Vella/Andorra: Bei den Parlamentswahlen gewinnen die oppositionellen Demokraten 22 der 28 Sitze im Parlament, während die Regierungspartei der Sozialdemokraten 6 Sitze erlangt. Zum Regierungschef wird Antoni Martí gewählt.[4]
- Astana/Kasachstan: Bei der Präsidentschaftswahl gewinnt Amtsinhaber Nursultan Nasarbajew mit 95 % der Wählerstimmen; die OSZE bezeichnete die Wahl als undemokratisch.
- Bamako/Mali: Mit Cissé Mariam Kaïdama Sidibé übernimmt erstmals eine Frau das Amt des Premierministers.[5]
- Berlin/Deutschland: Der Parteichef der FDP, Guido Westerwelle, gibt seinen Verzicht auf das Amt zum kommenden Parteitag bekannt. Zudem verzichtet er auf sein Amt als Vizekanzler, bleibt aber weiterhin Bundesaußenminister.[6]
- Dera Ghazi Khan/Pakistan: Bei mehreren Anschlägen der Taliban kommen mindestens 42 Menschen ums Leben und mehr als 100 weitere werden verletzt.[7]
- Zürich/Schweiz: Bei den Kantonsratswahlen bleibt die SVP mit 29,6 % der Stimmen stärkste Kraft vor der SP mit 19,3 %. Gewinner des Wahltages sind die Grünliberalen, die ihren Stimmenanteil auf 10,3 % fast verdoppeln konnten und die BDP, die mit 3,5 % erstmals im Kantonsrat vertreten ist.[8]

### Montag, 4. April 2011
- Baikonur/Kasachstan: Start der Sojus-Mission TMA-21 zur Internationalen Raumstation.[9]
- Be’er Scheva/Israel: Der Inlandsgeheimdienst Schin Bet erhebt wegen hundertfachen versuchten Mordes und Mitgliedschaft in einer Terrororganisation Anklage gegen den palästinensischen Ingenieur Dirar Abu Sisi.[10]
- Berlin/Deutschland: Beginn der Turn-Europameisterschaften
- Kinshasa/DR Kongo: Bei einem Flugzeugabsturz kommen mindestens 32 Menschen ums Leben.[11]

### Dienstag, 5. April 2011
- Tripolis/Libyen: Die Regierung ernennt Abd al-Ati al-Ubayyidi zum Außenminister.[12]

### Mittwoch, 6. April 2011
- Lampedusa/Italien: Beim Kentern eines Boots mit Migranten aus Nordafrika kommen bis zu 250 Menschen ums Leben.[13]
- Lissabon/Portugal: Das Land nimmt im Verlauf der Staatsschuldenkrisen im Euroraum als dritter Mitgliedstaat der Europäischen Union nach Griechenland und Irland die EU-Finanzhilfen zur Bewältigung seiner Verschuldungskrise in Anspruch.[14]

### Donnerstag, 7. April 2011
- Den Haag/Niederlande: Vor dem Internationalen Gerichtshof beginnt der Prozess gegen die mutmaßlichen Drahtzieher der Unruhen in Kenia 2007/2008.[15]
- Priština/Kosovo: Das Parlament wählt die 35-jährige Präsidentin der Staatspolizei Atifete Jahjaga mit großer Mehrheit zur neuen Staatspräsidentin.[16]
- Rio de Janeiro/Brasilien: Bei einem Amoklauf in einer Schule kommen 13 Menschen ums Leben und mehr als 22 weitere werden verletzt.[17]

### Freitag, 8. April 2011
- Berlin/Deutschland: Beim 61. Deutschen Filmpreis wird Vincent will Meer von Regisseur Ralf Huettner als bester Spielfilm ausgezeichnet.[18]
- Dar'ā/Syrien: Bei erneuten Protesten gegen die Regierung kommen mindestens 30 Menschen ums Leben.[19]
- Dschibuti/Dschibuti: Bei der Präsidentschaftswahl gewinnt Amtsinhaber Ismail Omar Guelleh mit 79 % der Wählerstimmen, während sein Herausforderer Mohammed Warsama Ragueh 21 % erlangt.[20]

### Samstag, 9. April 2011

Logo von Icesave

- Abuja/Nigeria: Die Parlamentswahlen finden statt.[21]
- Alphen aan den Rijn/Niederlande: Bei einem Amoklauf in einem Einkaufszentrum kommen sechs Menschen sowie der Amokläufer ums Leben und 17 weitere werden verletzt.[22]
- Misrata/Libyen: Bei Kämpfen zwischen Rebellen und Truppen von Staatsführer Muammar al-Gaddafi kommen mindestens 30 Menschen ums Leben.[23]
- Reykjavík/Island: In einem Referendum stimmen 59,8 % der Wähler gegen die Schuldenrückzahlungen des Staates für Icesave-Kunden aus den Niederlanden und dem Vereinigten Königreich sowie den deutschen Kunden der Kaupthing Bank.[24]

### Sonntag, 10. April 2011

Logo der Turn-EM

- Barcelona/Spanien: Bei einem symbolischen Referendum über die Unabhängigkeit Kataloniens stimmen mehr als 90 % der Wahlberechtigten in der Stadt für die Loslösung von Spanien; die Wahlbeteiligung liegt aber lediglich bei 18 %.[25]
- Berlin/Deutschland: Ende der Turn-Europameisterschaften; erfolgreichste Nation wird Russland mit drei Gold-, zwei Silber- und drei Bronzemedaillen.
- Lima/Peru: Bei der Präsidentschaftswahl erhalten Ollanta Humala 32 %, Keiko Fujimori 23 %, Pedro Pablo Kuczynski 19 %, Alejandro Toledo 15 % und Luis Castañeda Lossio 10 % der Wählerstimmen; Humala und Fujimori werden sich am 5. Juni 2011 einer Stichwahl stellen.[26]

### Montag, 11. April 2011

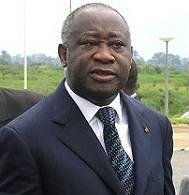
Laurent Gbagbo (2007)

- Abidjan/Elfenbeinküste: Der abgewählte Präsident Laurent Gbagbo wird von Truppen des gewählten Präsidenten Alassane Ouattara sowie französischen und UN-Soldaten festgenommen.[27]
- Minsk/Belarus: Bei einer Explosion in einer Metrostation kommen 15 Menschen ums Leben und mehr als 150 weitere werden verletzt.[28][29]
- Paris/Frankreich: Inkrafttreten des landesweiten Burka- und Niqabverbotes.[30]
- Wien/Österreich: Bei einer polizeilichen Razzia im Zusammenhang mit den Ermittlungen zur rechtsradikalen Website Alpen-Donau.info werden der Neonazi Gottfried Küssel und eine weitere Person wegen nationalsozialistischer Wiederbetätigung sowie Verhetzung verhaftet.[31]

### Dienstag, 12. April 2011
- Kloten/Schweiz: Im sechsten Spiel der Finalserie der National League A besiegt der HC Davos die Kloten Flyers mit 3:2, gewinnt damit die Serie mit 4:2 Spielen und ist zum 30. Mal Schweizer Meister im Eishockey.[32]
- Tokio/Japan: Die Atomaufsichtsbehörde setzt die Nuklearunfälle von Fukushima auf die höchste Stufe der internationalen Bewertungsskala für nukleare Ereignisse.[33]

### Mittwoch, 13. April 2011

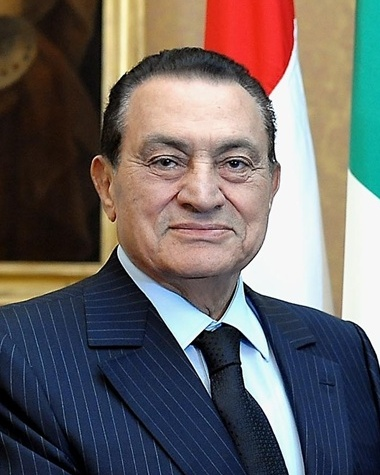
Husni Mubarak

- Brüssel/Belgien: Die EU-Kommission für Wettbewerb verhängt wegen illegaler Preisabsprachen Strafen von insgesamt 315 Millionen Euro gegen die Waschmittelhersteller Procter & Gamble und Unilever; der ebenfalls beteiligte Henkel-Konzern geht wegen seiner Beihilfe zur Aufdeckung straffrei aus.[34]
- Jerusalem/Israel: Der römisch-katholische Priester Balthasar Linsinger wird als 88. Österreicher von der Holocaust-Gedenkstätte Yad Vashem in die Liste der Gerechten unter den Völkern aufgenommen.[35]
- Kairo/Ägypten: Im Zuge der Ermittlungen wegen Korruption und Amtsmissbrauches werden der frühere Staatspräsident Husni Mubarak und seine beiden Söhne in Untersuchungshaft genommen.[36]
- Wien/Österreich: ÖVP-Bundesparteiobmann, Vizekanzler und Finanzminister Josef Pröll gibt aus gesundheitlichen Gründen seinen Rücktritt von allen seinen Ämtern und sein Ausscheiden aus der Politik bekannt.[37] Zu seinem Nachfolger als Vizekanzler und ÖVP-Bundesparteiobmann wird einen Tag später der Außenminister Michael Spindelegger designiert.[38]

### Donnerstag, 14. April 2011
- Klagenfurt/Österreich: Im entscheidenden siebten Spiel der Finalserie der Österreichischen Eishockey-Liga besiegt der EC Red Bull Salzburg den EC KAC mit 3:2 nach Verlängerung und ist damit zum vierten Mal österreichischer Eishockey-Meister.[39]
- Remlingen/Deutschland: Das Bundesamt für Strahlenschutz stellt in einem Bohrloch der als Endlager für radioaktive Abfälle erprobten Schachtanlage Asse deutlich über dem Grenzwert liegende Konzentrationen von Cäsium-137 fest.[40]
- Sanya/China: Beim Treffen der BRIC-Staaten wird Südafrika offiziell als Mitglied aufgenommen, so dass sich die Bezeichnung in BRICS-Staaten ändert.[41]

### Freitag, 15. April 2011

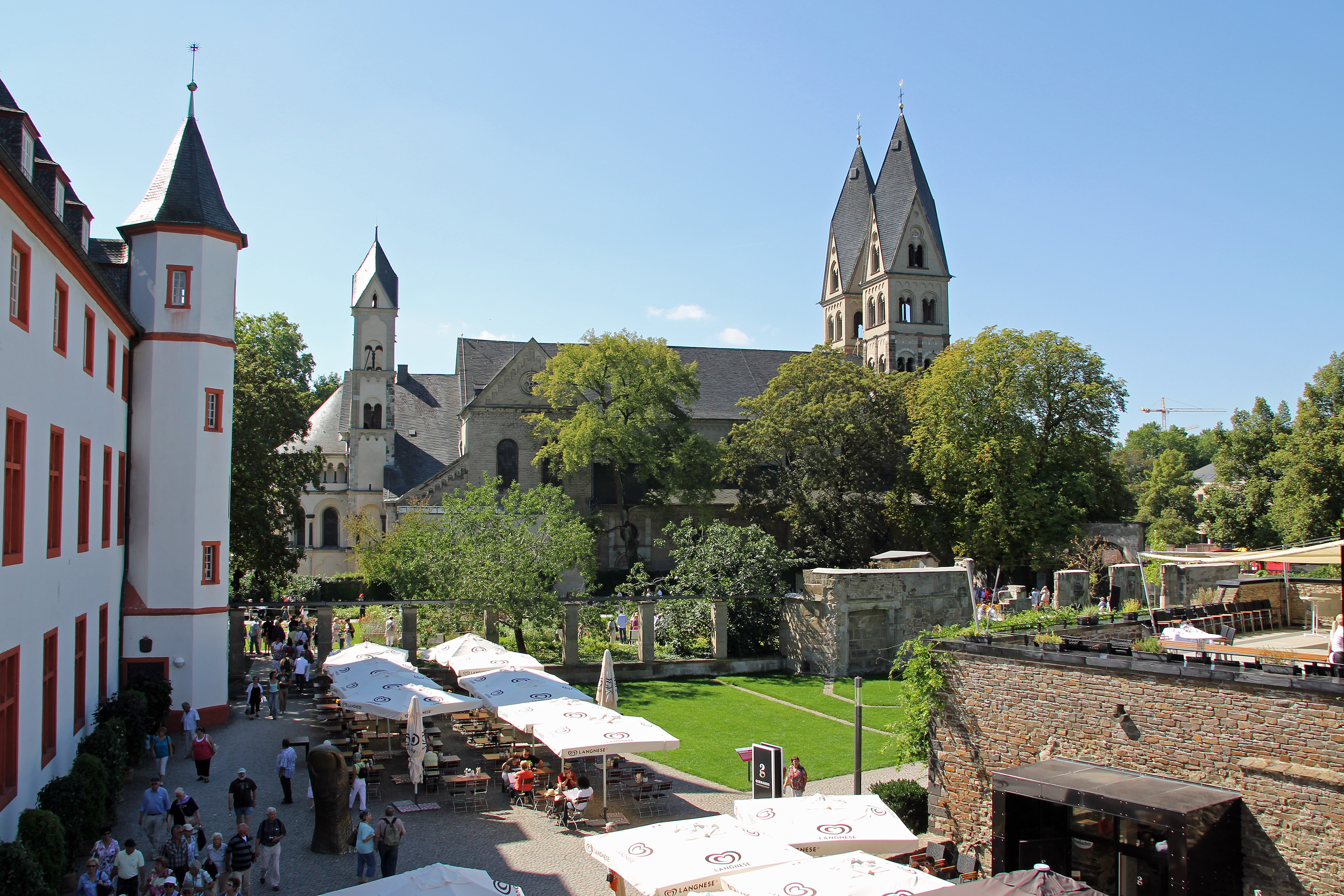
BUGA-Blumenhof

- Den Haag/Niederlande: Der Internationale Strafgerichtshof für das ehemalige Jugoslawien verurteilt den ehemaligen kroatischen General Ante Gotovina wegen Verbrechen gegen die Menschlichkeit während des Kroatienkrieges zu 24 Jahren Haft.[42]
- Koblenz/Deutschland: Die 31. Bundesgartenschau (BUGA) wird eröffnet. Es ist die erste BUGA in Rheinland-Pfalz.[43]
- Ouagadougou/Burkina Faso: Eine Meuterei der Präsidentengarde zwingt Staatspräsident Blaise Compaoré zur Flucht aus der Hauptstadt in seine Heimatstadt Ziniaré und zur Auflösung der Regierung.[44][45]
- Verden/Deutschland: Die Polizei gibt die Festnahme eines dringend Tatverdächtigen im Zusammenhang mit den Schullandheim-Morden bekannt.[46]

### Samstag, 16. April 2011

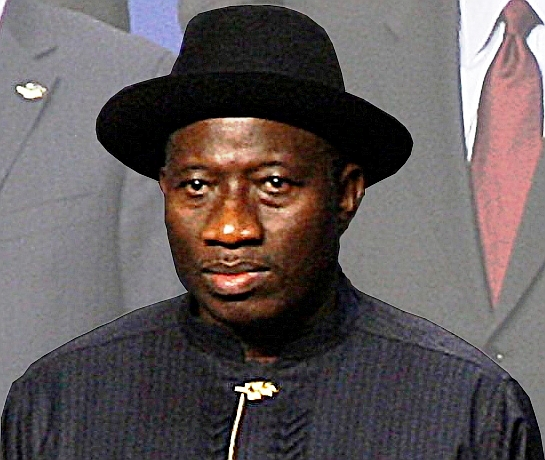
Goodluck Jonathan

- Abuja/Nigeria: Bei der Präsidentschaftswahl gewinnt Amtsinhaber Goodluck Jonathan mit 57 % der Stimmen, während sein Herausforderer Muhammadu Buhari 31 % erlangt.[47]
- Havanna/Kuba: Beginn des VI. Parteitages der Kommunistischen Partei zur Reformierung von Politik und Wirtschaft. Während des dreitägigen Parteitages übergibt Fidel Castro die Parteiführung an seinen Bruder Raúl Castro, der die Reformvorschläge zur Ausweitung der Privatwirtschaft annimmt.[48]
- Kairo/Ägypten: Ein Verwaltungsgericht ordnet die Auflösung und Beschlagnahmung des Vermögens der ehemaligen Regierungspartei NDP des früheren Präsidenten Husni Mubarak an.[49]
- Rom/Italien: Die Regierung von Silvio Berlusconi gibt erstmals an Flüchtlinge aus Nordafrika befristete Aufenthaltsgenehmigungen aus.[50]
- Washington, D.C. / Vereinigte Staaten: Bei mehreren Tornados im Süden des Landes kommen seit Donnerstag mindestens 45 Menschen ums Leben.[51]
- Wien/Österreich: Bei der Romyverleihung 2011 werden Ursula Strauss und Fritz Karl als beliebteste Schauspieler geehrt und bester Kinofilm wird Die unabsichtliche Entführung der Frau Elfriede Ott von Andreas Prochaska.

### Sonntag, 17. April 2011

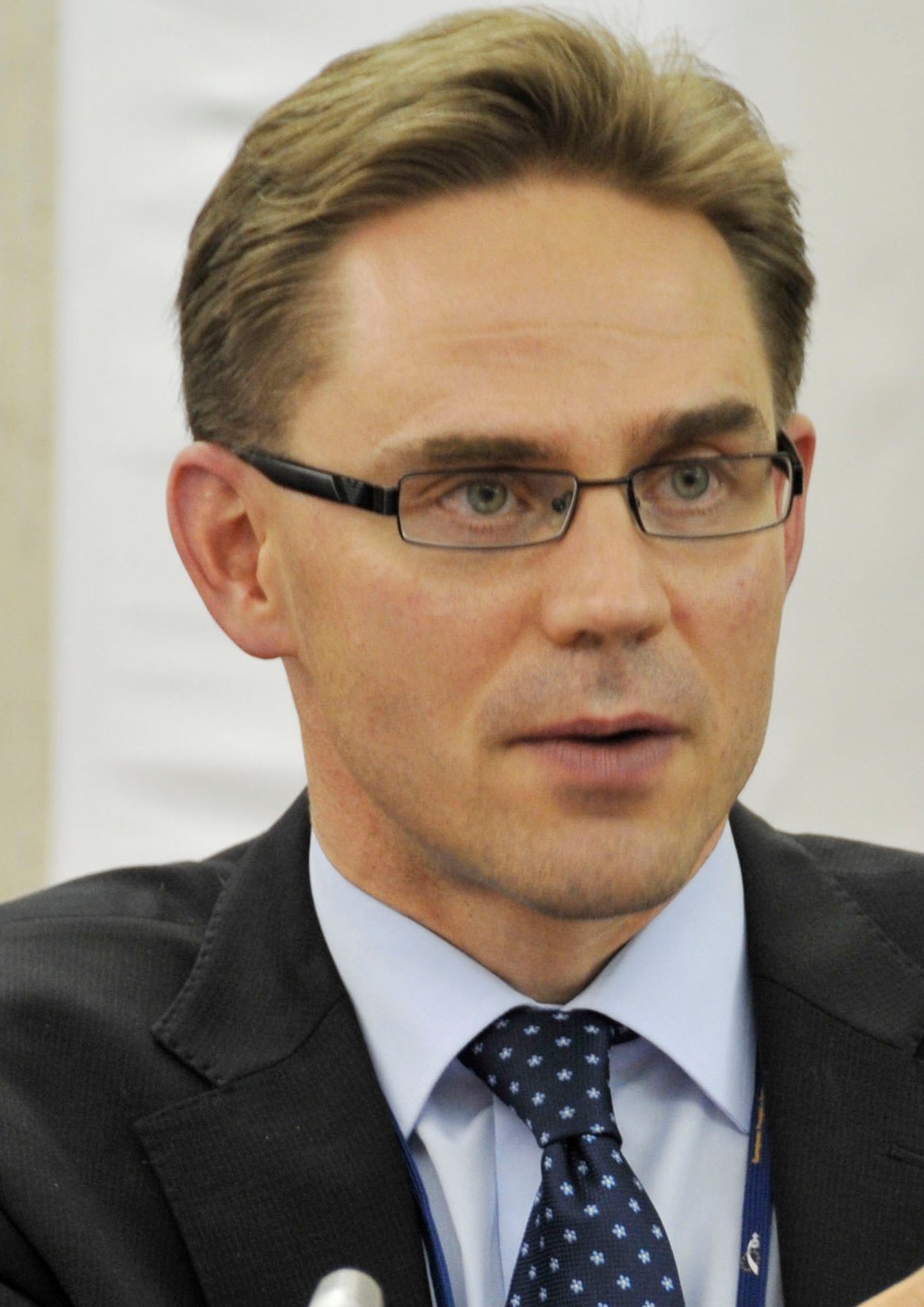
Jyrki Katainen

- Esslingen/Deutschland: Die iranische Menschenrechtlerin Shiva Nazar Ahari wird mit dem Theodor-Haecker-Preis ausgezeichnet.[52]
- Helsinki/Finnland: Bei der Parlamentswahl wird die Nationale Sammlungspartei unter Vorsitz von Jyrki Katainen mit 20,4 % der Stimmen stärkste Kraft vor der Sozialdemokratischen Partei mit 19,1 % und der Partei Wahre Finnen mit 19,0 %. Die bislang regierende Zentrumspartei verliert 7,3 Prozentpunkte und kommt auf nur noch 15,8 % der Stimmen.[53]

### Montag, 18. April 2011
- Budapest/Ungarn: Das Parlament verabschiedet mit einer 2/3-Mehrheit eine neue und umstrittene Verfassung.[54]
- Sanaa/Jemen: Infolge der Proteste gründen abtrünnige Mitglieder und Minister der Regierungspartei Allgemeiner Volkskongress mit dem Block für Gerechtigkeit und Entwicklung eine neue Oppositionspartei.[55]

### Dienstag, 19. April 2011
- Magdeburg/Deutschland: Reiner Haseloff (CDU) wird in Sachsen-Anhalt vom Landtag zum Ministerpräsidenten gewählt; neuer Landtagspräsident wird Detlef Gürth (CDU).[56]
- New York / Vereinigte Staaten: Der Goldpreis erreicht mit über 1500 US-Dollar pro Feinunze ein Allzeithoch.[57]
- Wolfsburg/Deutschland: Im dritten Spiel der Finalserie der Deutschen Eishockey Liga besiegen die Eisbären Berlin Grizzly Adams Wolfsburg mit 5:4, gewinnen damit die Finalserie mit 3:0 Spielen und sind zum fünften Mal Deutscher Eishockey-Meister.[58]

### Mittwoch, 20. April 2011
- Sriharikota/Indien: Die Trägerrakete Geosynchronous Satellite Launch Vehicle startet erfolgreich mit drei Satelliten an Bord vom Satish Dhawan Space Centre in den Orbit.[59]

### Donnerstag, 21. April 2011

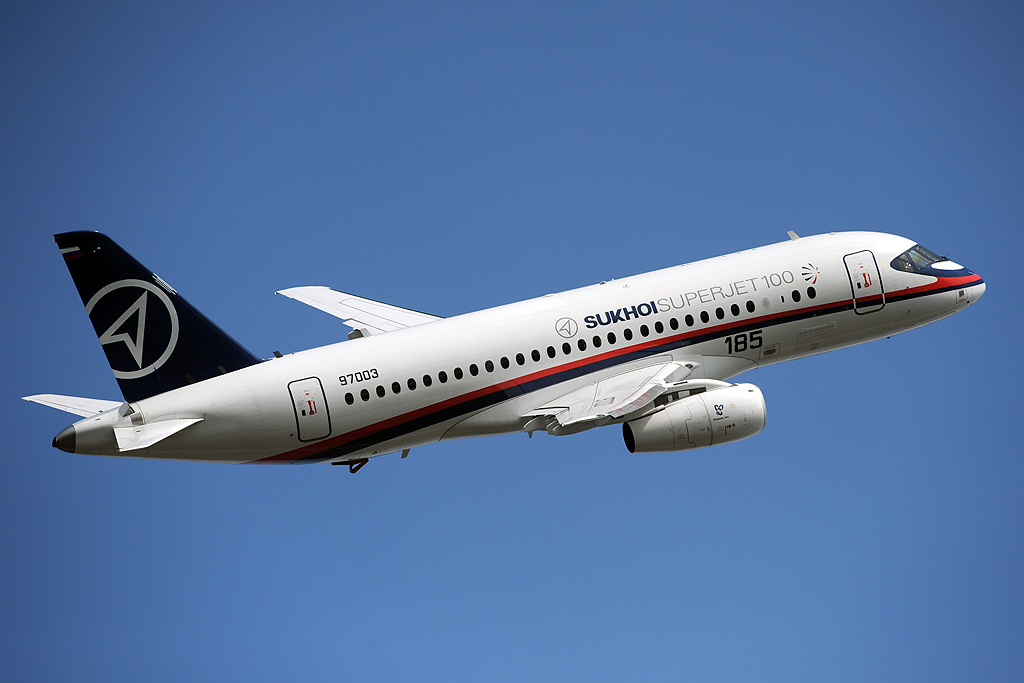
Suchoi Superjet 100-95

- Damaskus/Syrien: Staatspräsident Baschar al-Assad hebt den seit 48 Jahren im Land geltenden Ausnahmezustand auf und erfüllt damit eine der Hauptforderungen der Regierungsgegner.[60]
- Moskau/Russland: Der Suchoi Superjet 100, das erste seit dem Zerfall der Sowjetunion für die zivile Luftfahrt entwickelte Flugzeug, absolviert seinem Jungfernflug aus Jerewan kommend.[61]
- Wien/Österreich: Die im Zuge einer Umbildung der Bundesregierung Faymann I neu ernannten Minister Maria Fekter (Finanzen), Johanna Mikl-Leitner (Inneres), Beatrix Karl (Justiz) und Karlheinz Töchterle (Wissenschaft und Forschung) sowie Michael Spindelegger als neuer Vizekanzler werden in ihren Ämtern angelobt.[62]

### Freitag, 22. April 2011

Flagge der Andengemeinschaft

- Damaskus/Syrien: Bei Angriffen von Regierungstruppen auf Demonstranten in mehreren Städten des Landes kommen über 100 Menschen ums Leben.[63]
- Lima/Peru: Fünf Jahre nach dem angekündigten Austritt verlässt Venezuela offiziell die Andengemeinschaft.[64]
- Manila/Philippinen: Bei einem Erdrutsch im Süden des Landes kommen mindestens 27 Menschen ums Leben.[65]

### Samstag, 23. April 2011

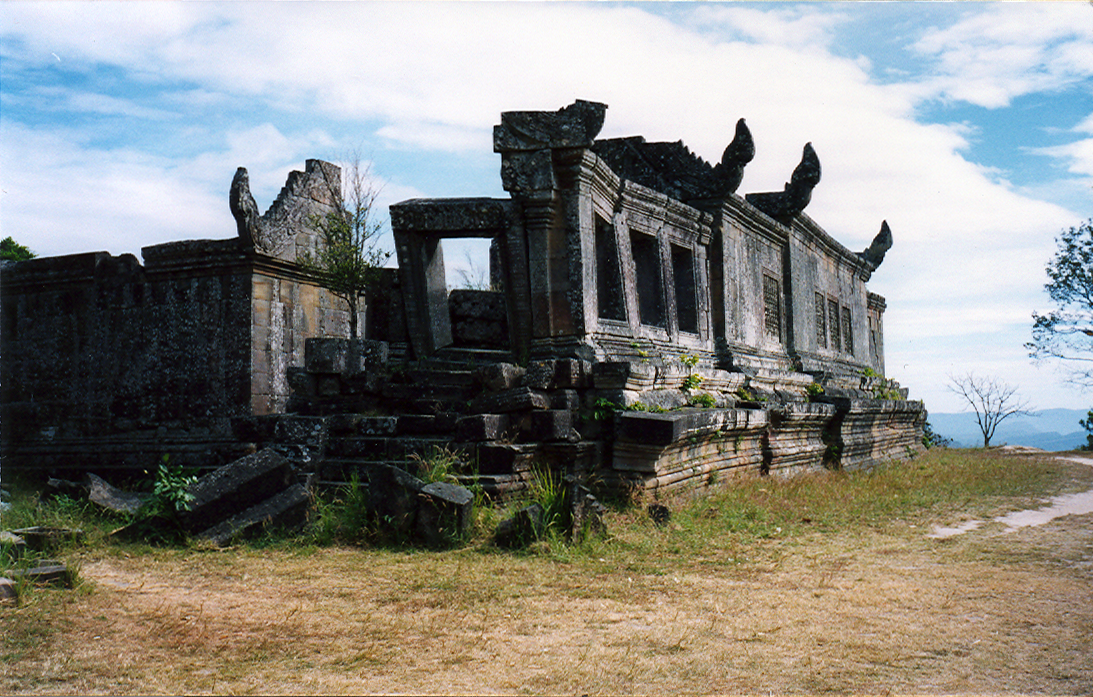
Tempelruine von Preah Vihear

- Preah Vihear/Kambodscha: Im seit Jahrzehnten schwelenden Konflikt um die Tempelanlagen Prasat Preah Vihear und Prasat Ta Khwai an der Grenze zu Thailand kommt es erneut zu Gefechten, bei denen mindestens elf Menschen ums Leben kommen und mehr als 40 weitere verletzt werden.[66]

### Sonntag, 24. April 2011
- Washington, D.C. / Vereinigte Staaten: Das Internetportal WikiLeaks beginnt mit der Veröffentlichung geheimer Militärdokumente über das Lager Guantanamo, die beweisen sollen, dass mindestens 150 Gefangene zu Unrecht inhaftiert wurden.[67]

### Montag, 25. April 2011
- Peking/China: Ein ohne Genehmigung errichtetes Gebäude gerät wegen eines defekten Elektroautos in Brand, durch das Unglück kommen 18 Menschen ums Leben und 24 weitere werden verletzt.[68]

### Dienstag, 26. April 2011
- Rom/Italien: Ministerpräsident Silvio Berlusconi gibt die Beteiligung seines Landes beim Internationalen Militäreinsatz in Libyen bekannt.[69]

### Mittwoch, 27. April 2011
- Dharamsala/Indien: Der Jurist Lobsang Sangay wird zum neuen Ministerpräsidenten der tibetischen Exilregierung gewählt. Er wird zukünftig die politische Rolle des Dalai Lamas übernehmen.[70]
- Ramallah/Palästinensische Autonomiegebiete: Die im Gazastreifen regierende Hamas und die im Westjordanland regierende Fatah einigen sich auf die Beilegung ihres Konfliktes und die Bildung einer gemeinsamen Übergangsregierung.[71]
- Tokio/Japan: Der Elektronikkonzern Sony gibt bekannt, dass bei einem Hackerangriff auf das Netzwerk der Spielekonsole PlayStation 3 persönliche Daten von über 70 Millionen Nutzern entwendet worden seien, darunter auch Kreditkartendaten.[72] Auch das Computernetzwerk Sony Online Entertainment ist von einem Hackerangriff betroffen; dort wurden Daten von etwa 25 Millionen Nutzern entwendet.[73]

### Donnerstag, 28. April 2011
- Lima/Peru: Chile, Kolumbien, Mexiko und Peru unterzeichnen ein Abkommen zur Gründung der Pazifik-Allianz.[74]
- Marrakesch/Marokko: Bei einem Terroranschlag auf ein bei Touristen beliebtes Café auf dem Marktplatz Djemaa el Fna kommen mindestens 16 Menschen ums Leben, darunter acht Franzosen.[75]
- Tuscaloosa / Vereinigte Staaten: Durch eine Serie von Tornados kommen vorwiegend im Bundesstaat Alabama mehr als 300 Menschen ums Leben.[76]

### Freitag, 29. April 2011

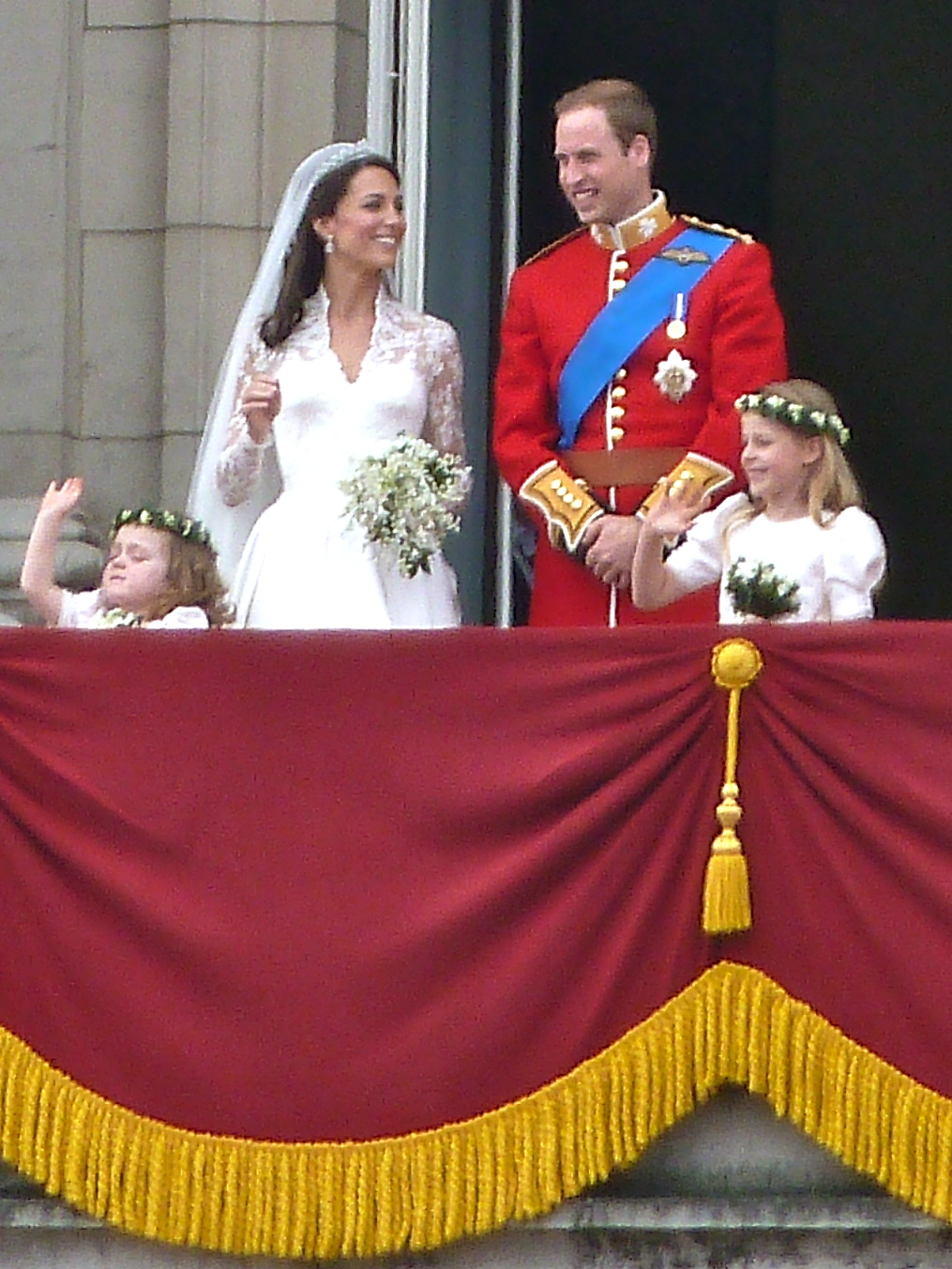
Kate Middleton und Prinz William

- Aschment/Ägypten: Bei einem Busunglück kommen mindestens 22 Menschen ums Leben.[77]
- Bochum, Düsseldorf/Deutschland: Drei Mitglieder der so genannten „Düsseldorfer Zelle“ der Terrororganisation al-Qaida werden festgenommen.[78]
- Bratislava, Košice/Slowakei: Die Eishockey-Weltmeisterschaft der Herren beginnt.
- London / Vereinigtes Königreich: William Mountbatten-Windsor, Nummer zwei der britischen Thronfolge, heiratet seine Verlobte Kate Middleton in der Westminster Abbey.[79]

### Samstag, 30. April 2011
- Porto-Novo/Benin: Bei der Parlamentswahl fallen den „Forces Cauris pour un Bénin émergent“ 41 der 83 Sitze in der Nationalversammlung zu.[80]
- Vientiane/Laos: Die Parlamentswahlen finden statt.[81]

## Weblinks

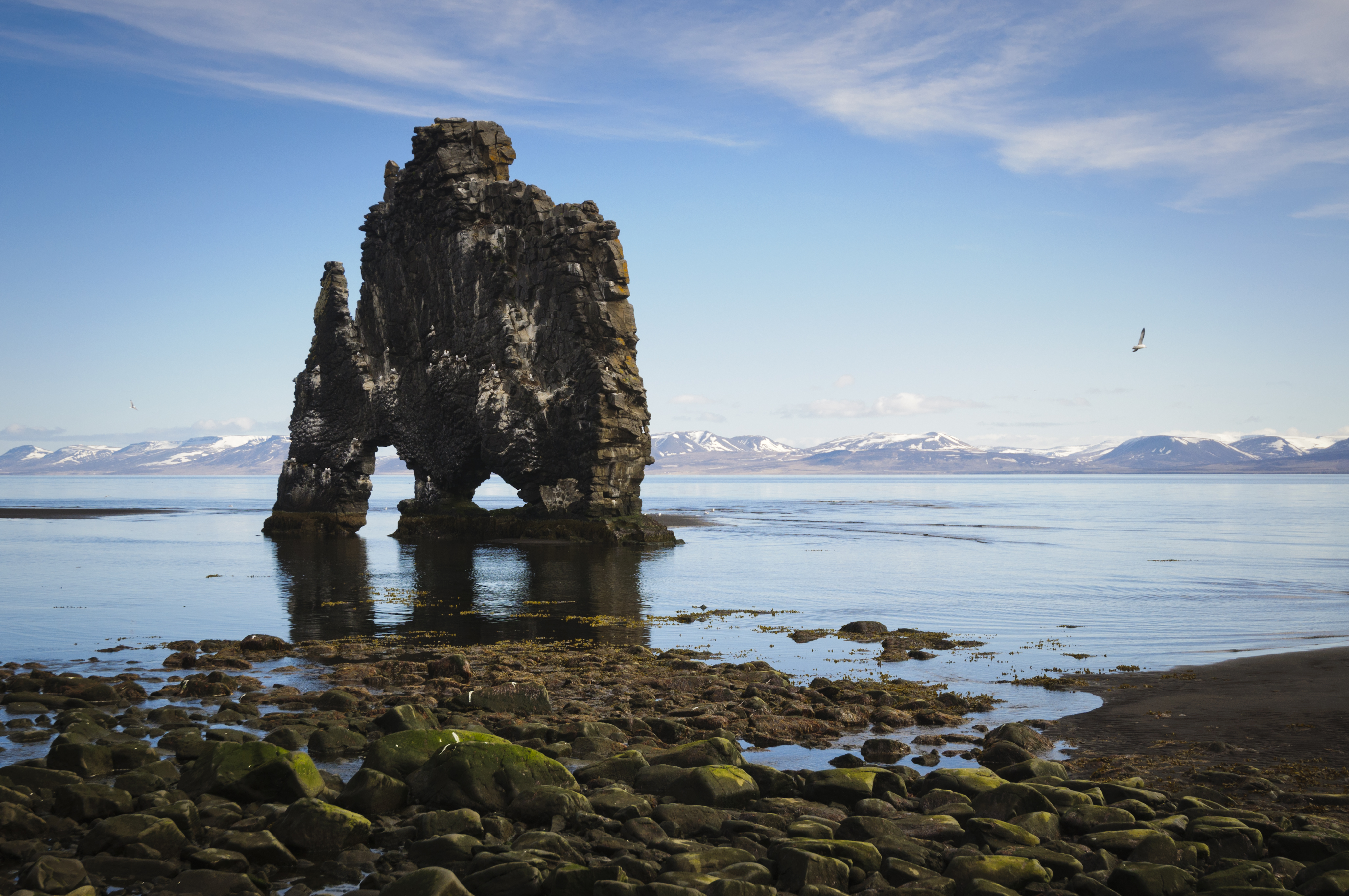
Island im April 2011